# تانديل
تانديل (مدينة) (بالإسبانية: Tandil)‏ هي منطقة سكنية تقع في الأرجنتين في تانديل. يقدر عدد سكانها بـ 110,627 نسمة ومساحتها 52.34 كم2 وترتفع عن سطح البحر 188 متر.

## المناخ
يظهر الجدول التالي التغييرات المناخية على مدار السنة لتانديل:
| البيانات المناخية لـتانديل                 | البيانات المناخية لـتانديل | البيانات المناخية لـتانديل | البيانات المناخية لـتانديل | البيانات المناخية لـتانديل | البيانات المناخية لـتانديل | البيانات المناخية لـتانديل | البيانات المناخية لـتانديل | البيانات المناخية لـتانديل | البيانات المناخية لـتانديل | البيانات المناخية لـتانديل | البيانات المناخية لـتانديل | البيانات المناخية لـتانديل | البيانات المناخية لـتانديل |
| الشهر                                      | يناير                      | فبراير                     | مارس                       | أبريل                      | مايو                       | يونيو                      | يوليو                      | أغسطس                      | سبتمبر                     | أكتوبر                     | نوفمبر                     | ديسمبر                     | المعدل السنوي              |
| ------------------------------------------ | -------------------------- | -------------------------- | -------------------------- | -------------------------- | -------------------------- | -------------------------- | -------------------------- | -------------------------- | -------------------------- | -------------------------- | -------------------------- | -------------------------- | -------------------------- |
| الدرجة القصوى °م (°ف)                      | 39.3 (102.7)               | 37.8 (100.0)               | 37.2 (99.0)                | 32.5 (90.5)                | 28.0 (82.4)                | 23.3 (73.9)                | 25.4 (77.7)                | 31.2 (88.2)                | 30.0 (86.0)                | 31.3 (88.3)                | 34.2 (93.6)                | 39.9 (103.8)               | 39.9 (103.8)               |
| متوسط درجة الحرارة الكبرى °م (°ف)          | 28.1 (82.6)                | 26.8 (80.2)                | 24.3 (75.7)                | 20.3 (68.5)                | 16.4 (61.5)                | 13.0 (55.4)                | 12.4 (54.3)                | 14.7 (58.5)                | 16.6 (61.9)                | 19.8 (67.6)                | 23.0 (73.4)                | 26.4 (79.5)                | 20.2 (68.4)                |
| المتوسط اليومي °م (°ف)                     | 20.8 (69.4)                | 19.7 (67.5)                | 17.6 (63.7)                | 13.5 (56.3)                | 10.0 (50.0)                | 7.2 (45.0)                 | 6.3 (43.3)                 | 8.1 (46.6)                 | 10.1 (50.2)                | 13.5 (56.3)                | 16.4 (61.5)                | 19.3 (66.7)                | 13.5 (56.3)                |
| متوسط درجة الحرارة الصغرى °م (°ف)          | 13.6 (56.5)                | 13.0 (55.4)                | 11.5 (52.7)                | 7.6 (45.7)                 | 4.8 (40.6)                 | 2.3 (36.1)                 | 1.4 (34.5)                 | 2.6 (36.7)                 | 4.1 (39.4)                 | 7.2 (45.0)                 | 9.7 (49.5)                 | 11.9 (53.4)                | 7.5 (45.5)                 |
| أدنى درجة حرارة °م (°ف)                    | 1.8 (35.2)                 | 0.8 (33.4)                 | 0.0 (32.0)                 | −4.6 (23.7)                | −5.8 (21.6)                | −11.0 (12.2)               | −11.6 (11.1)               | −8.5 (16.7)                | −7.1 (19.2)                | −3.9 (25.0)                | −2.8 (27.0)                | −0.3 (31.5)                | −11.6 (11.1)               |
| الهطول مم (إنش)                            | 108.5 (4.27)               | 90.2 (3.55)                | 98.8 (3.89)                | 71.3 (2.81)                | 59.7 (2.35)                | 37.2 (1.46)                | 37.6 (1.48)                | 45.2 (1.78)                | 58.6 (2.31)                | 97.7 (3.85)                | 94.6 (3.72)                | 79.2 (3.12)                | 878.6 (34.59)              |
| متوسط أيام هطول الأمطار (≥ 0.1 mm)         | 8.7                        | 6.9                        | 8.3                        | 6.7                        | 5.9                        | 5.5                        | 6.1                        | 5.5                        | 6.8                        | 9.2                        | 8.5                        | 7.4                        | 85.5                       |
| متوسط الرطوبة النسبية (%)                  | 68.3                       | 73.0                       | 76.9                       | 78.1                       | 80.7                       | 81.0                       | 80.7                       | 76.2                       | 74.6                       | 73.5                       | 70.7                       | 66.5                       | 75.0                       |
| ساعات سطوع الشمس الشهرية                   | 263.5                      | 228.8                      | 229.4                      | 195.0                      | 133.3                      | 120.0                      | 130.2                      | 176.7                      | 195.0                      | 223.2                      | 249.0                      | 241.8                      | 2٬385٫9                    |
| نسبة وصول أشعة الشمس                       | 58                         | 60                         | 60                         | 57                         | 41                         | 40                         | 42                         | 52                         | 52                         | 54                         | 58                         | 53                         | 52                         |
| المصدر #1: Servicio Meteorológico Nacional |                            |                            |                            |                            |                            |                            |                            |                            |                            |                            |                            |                            |                            |
| المصدر #2: UNLP (sun only)                 |                            |                            |                            |                            |                            |                            |                            |                            |                            |                            |                            |                            |                            |

## توأمة
لتانديل اتفاقيات توأمة مع كل من:
- أولافاريا
- مونتفيدو

## أعلام
- ماوريسيو ماكري
- بيدرو أوتشوا